# Portada/efemèride juliol 18
Robert Hooke
« 17 de juliol · 18 de juliol · 19 de juliol »